# 謝翔雅
謝翔雅（1990年3月30日—），臺灣女藝人與莎薇廣告代言人，憑藉《愛的生存之道》出道。

## 學歷
- 中正國中
- 華岡藝校舞蹈科
- 國立臺灣藝術大學表演藝術學院舞蹈學系

## 影視作品

### 電視劇
| 年份 | 電視台             | 劇名                  | 角色              |
| 2013 | 八大綜合台、台視   | 愛的生存之道          | 璐璐              |
| 2014 | 公視               | 羊在火爐前走失        | 林怡君            |
| 2014 | 民視、八大綜合台   | 你照亮我星球          | 謝翔雅            |
| 2015 | 公視               | 我的15分鐘            | 謝安琪            |
| 2016 | 中視、衛視中文台   | 聶小倩                | 鍾雪兒            |
| 2016 | PPTV               | 我喜歡你，你知道嗎？  | 葉小瀅            |
| 2016 | 公視主頻           | 滾石愛情故事-愛我別走 | 夏莎              |
| 2017 | 公視主頻           | 通靈少女              | 張念文            |
| 2017 | HBO                | 通靈少女              | 張念文            |
| 2018 | 愛奇藝             | 爱上北斗星男友        | 朵拉              |
| 2019 | 台視、東森綜合台   | 愛情白皮書            | 季星華            |
| 2019 | 企鹅影视、騰訊視頻 | 暗黑者3               | (客串) 杭文治女友 |
| 2020 | 三立都會台         | 我的青春沒在怕        | 張景帆            |
| 2020 | TVBS歡樂台         | 女力報到－好運到      | 藍奕婷            |
| 2022 | 衛視中文台、中視   | 仙女姐姐來我家        | 趙雅晴            |
| 2022 | Disney+            | 台北女子圖鑑          | 蔡蘋              |
| 2025 | 大愛電視台         | 日日好時光            |                   |

### 電影
| 年份 | 片名             | 角色 | 導演   |
| 2022 | 一杯熱奶茶的等待 |      | 詹馥華 |

### 微電影
- 《新家人關係》 飾 大多多
- 《罐裝空氣》 飾 謝翔雅
- 《小康的假期》 飾 小提琴手
- 《純愛存愛》-寶貝篇

### 網路劇
- 《恐怖高校劇場》
- 《Galaxy銀河公寓》

## 舞台劇
- 如果劇團《流浪狗之歌》
- 如果劇團《舅舅的閣樓》
- 亮棠文創《用九柑仔店》飾演 昭君
- 《釵》飾演 林黛玉

## 音樂作品

### 歌曲
- 〈謎語〉
- 〈算不算在一起〉
- 〈總有一天〉

## MV
- 陶妍霖 《原來愛是這樣》
- 楊宗緯 《天燈》
- 陳大天 《苦澀模式》
- 符瓊音 《也不是》
- 八三夭 《不關你的事》
- 葉秉桓 《謊言世界》
- 臣銘 《沒有肩膀的男人》

## 外部連結
- 謝翔雅的Facebook專頁
- 謝翔雅的Instagram帳戶
- 謝翔雅Sylvia的新浪微博